# Glauconycteris gleni
Glauconycteris gleni is een zoogdier uit de familie van de gladneuzen (Vespertilionidae). De wetenschappelijke naam van de soort werd voor het eerst geldig gepubliceerd door Peterson & Smith in 1973.